# Ryan Culwell
Ryan Culwell, född 25 april 1980 i Perryton i Texas, är en amerikansk singer-songwriter och gitarrist.

## Diskografi
- 2006 – Heroes on the Radio
- 2015 – Flatlands
- 2018 – The Last American
- 2022 – Run Like A Bull